# Taketo Aoki
Taketo Aoki, detto TK (青木 勇人?, Aoki Taketo; Fujisawa, 29 gennaio 1974), è un allenatore di pallacanestro ed ex cestista giapponese, di ruolo ala piccola o ala grande, professionista nella Bj League, vice-allenatore dei Kawasaki Brave Th..

## Carriera

### Gli inizi
Ha iniziato a giocare a basket all'età di 10 anni. Dopo essersi diplomato alla scuola elementare Fujisawa Municipal Honmachi e alla scuola media Fujisawa Municipal Daiichi, ha frequentato la Kamakura Gakuen High School. Ha poi frequentato l'Università Senshu.

### Professionismo
Entra a far parte dei Daiwa Securities nel 1996. Ha poi continuato come giocatore in prestito con i Niigata Albirex, costituitosi nel 2000 dopo che i Daiwa hanno chiuso i loro uffici, e ha firmato un contratto da professionista nel 2001, lasciando poi nel 2004.
Nel 2005, quando è stata lanciata la Bj League, ha firmato con i Tokyo Apache. Nel 2006 si è trasferito agli Oita Heat Devils, in uno scambio con Yuzuru Kurino. Nel 2008 si è trasferito ai Ryukyu Golden Kings con cui ha vinto il campionato di Bj League nella stagione 2008-2009.
Nel 2010 ha esercitato i suoi diritti di FA ed è tornato a Oita (anche come assistente allenatore), mentre nel 2011 si è trasferito agli Yokohama B-Corsairs, una squadra di recente costituzione con sede nella sua prefettura natale di Kanagawa, con cui ha vinto il campionato di Bj League nella stagione 2012-2013.

### Allenatore
Si è ritirato dalla carriera agonistica alla fine della stagione 2012-2013 e ha sostituito Michael Katsuhisa come assistente allenatore, per poi essere promosso a capo allenatore dello Yokohama nella stagione 2015-2016.
Nella stagione 2016-2017, la squadra ha continuato a classificarsi quinta nel medio distretto della B1 alla fine di marzo, perdendo le partite del 25 e 26 marzo per malattia, e il suo contratto con la squadra è stato rescisso il 31 marzo.
Dalla stagione 2017-18 è stato nominato allenatore associato del Niigata Albirex BB.
Nella stagione 2020-2021, dal 31 gennaio 2021 contro i Nagoya fino alla fine della stagione, l'allenatore Shogo Fukuda ha preso un congedo per motivi di salute causati da molestie di potere da parte del presidente e del GM della squadra, durante il quale si è occupato dei Niigata come allenatore capo ad interim. Ha lasciato i Niigata Albirex BB nel maggio 2021 dopo la stagione.
Il 14 giugno 2021 ha firmato un contratto da capo allenatore con gli Yokohama B-Corsairs per la stagione 2021-2022.

## Statistiche

### Allenatore
| Stagione | Squadra           | Regular Season | Regular Season | Regular Season | Regular Season | Regular Season               | Post Season                                    |
| Stagione | Squadra           | V              | P              | % V            | G              | Posizione finale             | Post Season                                    |
| -------- | ----------------- | -------------- | -------------- | -------------- | -------------- | ---------------------------- | ---------------------------------------------- |
| 2015-16  | Yokoh. B-Corsairs | 19             | 33             | 36,5           | 52             | 10º nella Eastern Conference | Manca i play-off                               |
| 2016-17  | Yokoh. B-Corsairs | 15             | 32             | 31,9           | 47             | Esonerato                    |                                                |
| 2021-22  | Yokoh. B-Corsairs | 22             | 35             | 38,6           | 57             | 8º nella Eastern Division    | Manca i play-off                               |
| 2022-23  | Yokoh. B-Corsairs | 33             | 27             | 55,0           | 60             | 2º nella Central Division    | Sconfitto in semifinale dai Golden Kings (2-0) |
| 2023-24  | Yokoh. B-Corsairs | 24             | 36             | 40,0           | 60             | 6º nella Central Division    | Manca i play-off                               |

## Palmarès

### Giocatore
- Japan Basketball League: 2

Ryukyu Golden Kings: 2009
Yokohama B-Corsairs: 2013